# Claudio Nizzi
Claudio Nizzi (né le 9 septembre 1938 à Sétif en Algérie) est un scénariste de bande dessinée italien.

## Biographie
Dès 1939, un an après la naissance de Claudio Nizzi, sa famille quitte l'Algérie et revient en Italie. Elle s'installe à Fiumalbo, dans la province de Modène, en Émilie-Romagne, où Claudio passe son enfance. 
De 1953 à 1962, il part vivre à Rome, où il obtient un diplôme de géomètre. Après cela, il s'installe définitivement à Modène. Il collabore alors en 1960 avec Il Vittorioso comme rédacteur. Il y publiera une nouvelle dès le no 30. Puis en 1962 il écrit sa première bande dessinée intitulée Il mistero del castello dessinée par Alberto Tosi. En 1963, il rencontre le succès avec la série Safari illustrée par Renato Polese et qui durera jusqu'en 1966. À l'arrêt de Il Vittorioso, il abandonne pendant quelque temps la bande dessinée au profit de l'écriture de romans et de nouvelles pour les revues féminines Novella, Grand Hotel, Confidenze et Bella. 
En 1969 il entame une longue collaboration avec Il Giornalino, et en 1970 il crée sa première série humoristique intitulée Il colonello Caster Bum avec Lino Landolfi, puis une série « africaine » Steve Damon avec Silvano Marinelli. L'année suivante il crée Larry Yuma en compagnie de Carlo Boscarato, un dessinateur qui le suivra également sur Nico e Pepo, dans le registre humoristique. En 1972 il imagine Capitan Rik (en France Capt'ain Rik Erik paru dans Safari) dessiné d'abord par Ruggero Giovannini, puis par Attilio Micheluzzi. La même année, il écrit Mino e Lia pour le Messagero dei Raggazzi avec Piero Mancini au dessin.

En 1977 il crée Il tenente Marlo, une série policière illustrée par Sergio Zaniboni, et commence à adapter de nombreux romans en bande dessinée. En 1981, il crée Rosco & Sonny avec Giancarlo Alessandrini puis Rodolfo Tartes pour Il Giornalino. À cette époque, il devient responsable du secteur BD de la revue. Il signe alors la série Nicoletta dessinée par Clod sous le pseudo « Anne » avant de transmettre le bébé à Paola Ferrarini. Ces années 1980 marquent surtout le début de sa collaboration avec Sergio Bonelli Editore. Il commence en écrivant une histoire de Mister No pour Franco Bignotti : Paura nei Caraibi puis, en 1983, il signe sa première aventure de Tex : La valanga d'acqua. Dès lors, il deviendra l'un des principaux scénaristes de la série avec Gian Luigi Bonelli lui-même. En 1988 il crée Nick Raider, la première série policière publiée par l'éditeur. La même année sort le premier album Gigante de Tex écrit par ses soins. Pour la première fois, son nom y est crédité, ce qui n'était pas encore le cas sur la série régulière. Cependant, en 1992, faute de temps, il abandonne la supervision de Tex au profit de Renato Queirolo, mais continue de signer des scénarios du fameux ranger ainsi que pour Nick Raider.
Son travail est récompensé en 1995 lorsqu'il reçoit le prix « Yellow Kid » pour l'ensemble de son œuvre ainsi que « l'Inca Winter » en 1997 et le prix Internet de la meilleure BD avec l'album Tex : La valle del Terrore dessinée par Magnus. Cette reconnaissance ne l'empêche pas de continuer à créer des séries et en 1998 il invente un nouveau personnage : Leo Pulp, un policier teinté d'humour noir, tout en continuant son travail sur Tex.

## Prix
- 1994 :  Prix Yellow-Kid, au Festival de bande dessinée de Lucques
- 2010 : Prix Micheluzzi de la meilleure série de bande dessinée humoristique pour Leo Pulp (avec Massimo Bonfatti)
- 2013 :  Prix Haxtur de la meilleure histoire longue pour Tex : Sang sur le Colorado (avec Ivo Milazzo) et La Grande Attaque (avec José Ortiz)